# 골든스윙밴드
골든스윙밴드는 2014년 1집 앨범 [Golden Times]로 데뷔한 대한민국의 음악 그룹이다.

## 방송
- 싱스트릿 (2021)

## 음반
- Golden Times (2014)
- The Golden Legacy (2017)
- KBS 월화드라마 '퍼퓸' 삽입곡 (2019)
- Golden Rules (2021)